# میشا بی
میشا بی (به انگلیسی: Misha B) با نام کامل میشا امبر برایان (به انگلیسی: Misha Amber Bryan)(زاده ۱۰ فوریهٔ ۱۹۹۲) خواننده، رپر و ترانه‌سرا انگلیسی است.